# Ryszard Piec
Ryszard Leon Piec (ur. 17 sierpnia 1913 w Lipinach, zm. 24 stycznia 1979 w Świętochłowicach) – polski piłkarz występujący na pozycji napastnika, reprezentant Polski w latach 1935–1939, olimpijczyk.
Imieniem Ryszarda Pieca nazwany jest stadion Naprzodu Lipiny.

## Kariera klubowa
Grę w piłkę nożną rozpoczął w klubie Silesia Lipiny. W 1923 roku przeniósł się do Naprzodu Lipiny. W trakcie II wojny światowej występował w niemieckiej drużynie TuS 1883 Lipine (1939–1945), a po jej zakończeniu powrócił do Naprzodu (1945–1951). Od 1951 roku był trenerem piłkarskim.

## Kariera reprezentacyjna
18 sierpnia 1935 zadebiutował w reprezentacji Polski w przegranym 2:3 meczu towarzyskim z Jugosławią w Katowicach. Wystąpił na Igrzyskach Olimpijskich 1936 w Berlinie oraz Mistrzostwach Świata 1938 we Francji. Grał m.in. w pamiętnym meczu z Brazylią (5:6) w Strasburgu. Ogółem w latach 1935–1939 zanotował w drużynie narodowej 21 występów i zdobył 3 bramki.

### Bramki w reprezentacji
| LP | Data                 | Miejsce                            | Przeciwnik | Bramka | Rezultat | Ranga meczu     |
| -- | -------------------- | ---------------------------------- | ---------- | ------ | -------- | --------------- |
| 1. | 16 lutego 1936       | Stade du Centenaire, Bruksela      | Belgia     | 1:0    | 2:0      | Mecz towarzyski |
| 2. | 12 września 1937     | Stadion Wojska Polskiego, Warszawa | Dania      | 3:1    | 3:1      | Mecz towarzyski |
| 3. | 23 października 1938 | Stadion Wojska Polskiego, Warszawa | Norwegia   | 1:2    | 2:2      | Mecz towarzyski |

## Życie prywatne

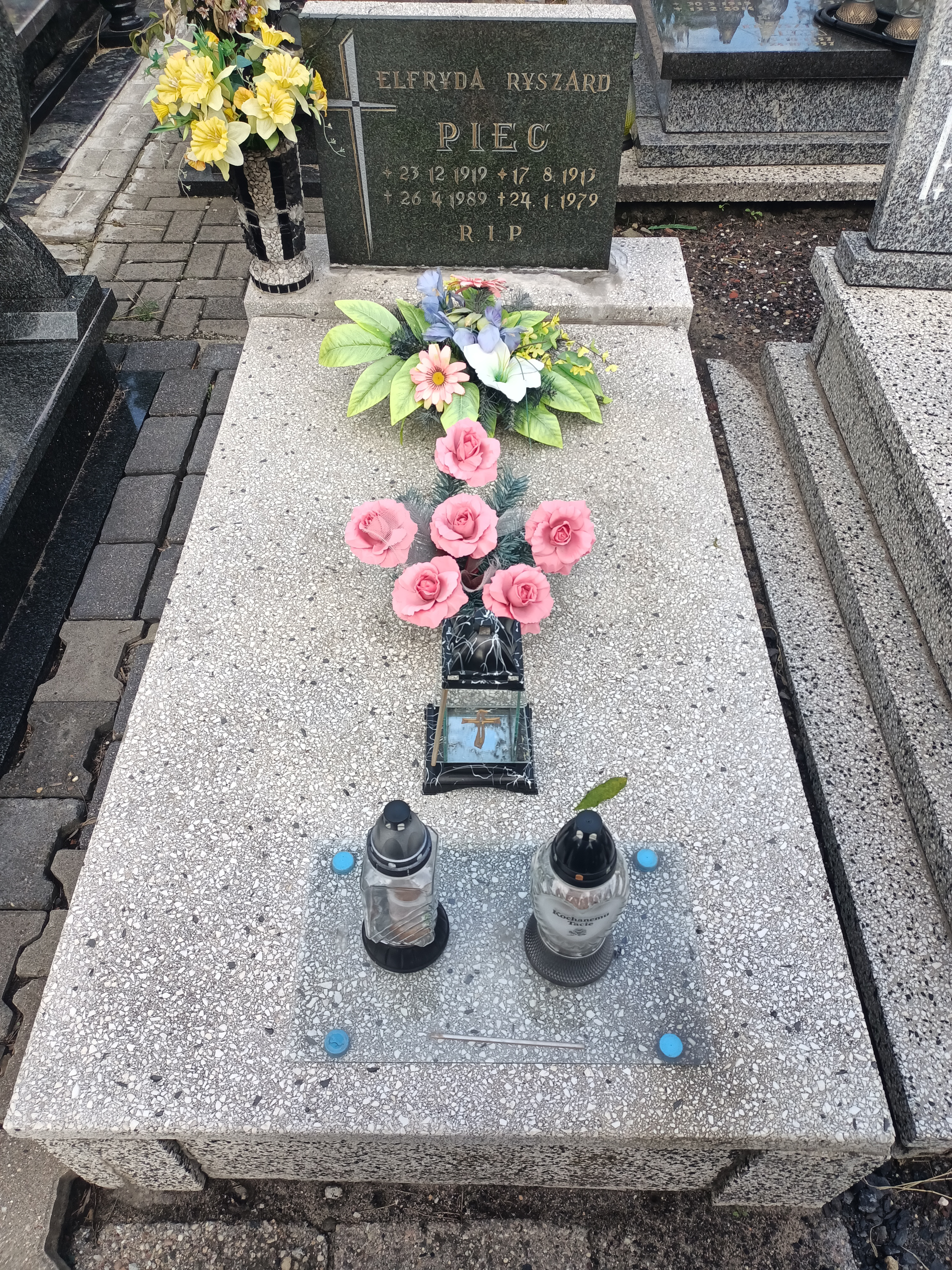
Grób Ryszarda Pieca na Cmentarzu na Lipinach w Świętochłowicach.

Urodził się 17 sierpnia 1913 w Lipinach (obecnie Świętochłowice) jako syn Tomasza i Elżbiety z d. Krautwurst. Był bratem piłkarzy Jerzego Pieca i Alfonsa Pieca (*1923-1944). Pracował w hucie Silesia.